# Vlahinja (gmina Kuršumlija)
Vlahinja (cyr. Влахиња) – wieś w Serbii, w okręgu toplickim, w gminie Kuršumlija. W 2011 roku liczyła 27 mieszkańców.